# Regió de Mara
Mara és una de les trenta regions administratives en les quals està dividida la República Unida de Tanzània. La seva principal població és la ciutat de Musoma.

## Districtes
Aquesta regió es troba subdividida internament en cinc districtes:
1. Musoma Urbà
2. Musoma Rural
3. Bunda
4. Serengeti
5. Tarime

## Territori i població
La regió de Mara té una extensió de territori que abasta una superfície de 19.566 quilòmetres quadrats. A més aquesta regió administrativa té una població d'1.363.397 persones. La densitat poblacional és de 69,9 habitants per cada quilòmetre quadrat de la regió.